# Aventurile unei bone
Aventurile unei bone (titlu original: Adventures in Babysitting) este un film american de acțiune de comedie pentru adolescenți din 1987 scris de David Simkins și regizat de Chris Columbus. Rolurile principale au fost interpretate de actorii Elisabeth Shue, Keith Coogan și Anthony Rapp.

## Distribuție
- Elisabeth Shue - Christina „Chris” Parker
- Keith Coogan - Brad Anderson
- Anthony Rapp - Daryl Coopersmith
- Maia Brewton - Sara Anderson
- Penelope Ann Miller - Brenda
- Bradley Whitford - Mike Todwell
- Calvin Levels - Joe Gipp
- George Newbern - Dan Lynch, student la facultate
- John Chandler - Bleak
- Ron Canada - Graydon, al doilea la comandă după Bleak
- John Ford Noonan - „Frumos” John Pruitt
- Albert Collins - el însuși; un jucător într-un club Chicago Blues
- Vincent D'Onofrio - Dawson
- Southside Johnny - conducător de formație la petrecerea fraternității
- Lolita Davidovich - LuAnn
- Clark Johnson - șef de bandă
- Andrew Shue - tip la petrecerea fraternității